# 北条早雲
北条 早雲 / 伊勢 宗瑞（ほうじょう そううん / いせ そうずい）は、室町時代中後期（戦国時代初期）の武将。戦国大名となった後北条氏の祖・初代である。「北条早雲」の名で広く知られているが、実際は存命中には「伊勢」の姓を名乗っていた。

## 名前
京の都や西国で室町幕府の重臣として仕えた伊勢氏の一族であり、号は、早雲庵宗瑞（そううんあんそうずい）。
後世においては「北条早雲」の名で知られているが、生前に本人が北条を名乗ったことはなく、署名も「伊勢宗瑞」や「伊勢新九郎」などであった。また、早雲本人には北条氏とはつながりは無かった。早雲の嫡男である氏綱の時代に「北条」を名乗るようになり（後北条氏）、一族の初代とされた早雲も遡って「北条早雲」などと呼ばれるようになった。
諱は長らく不明確であり、長氏（ながうじ）を筆頭に、氏茂（うじしげ）・氏盛（うじもり）などが伝えられていた。近代に作られた小田原の早雲の碑文では伊勢新九郎長氏と表記された。1990年代後半からは盛時（もりとき）が最有力となり、現在では盛時が定説となっている。
通称は、新九郎（しんくろう）。諱よりもこの新九郎の名の方でよく知られている。『尊卑分脈』では「八郎盛時」と書かれていたり、「伊勢家書」には文明10年（1479年）2月28日に足利義尚の御供をした人物として「伊勢八郎盛時」という記載があることから、本来の仮名は八郎（はちろう）であったとも考えられている。

## 生涯

### 出自

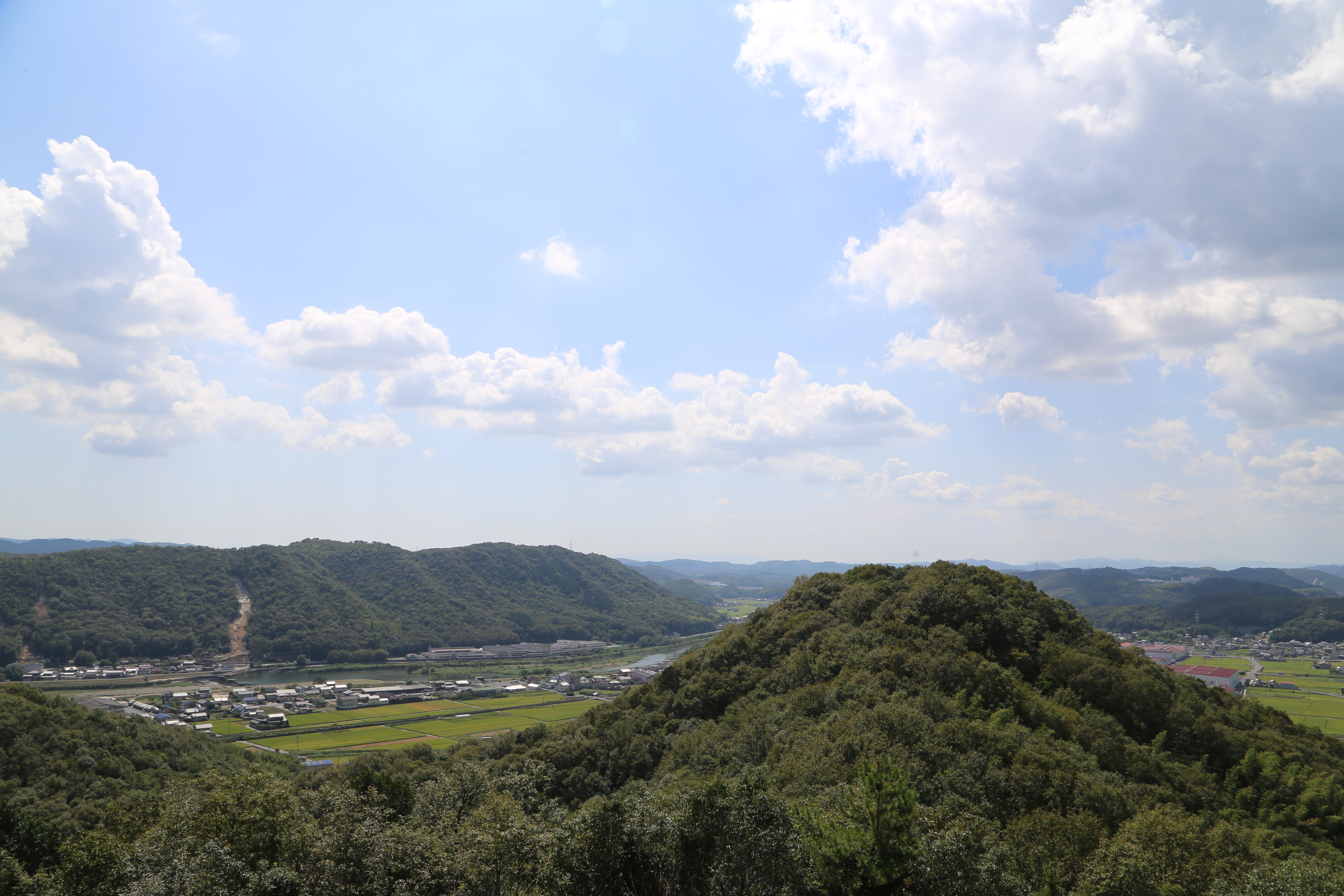
出身地の可能性のひとつとされる備中国荏原荘（岡山県井原市）

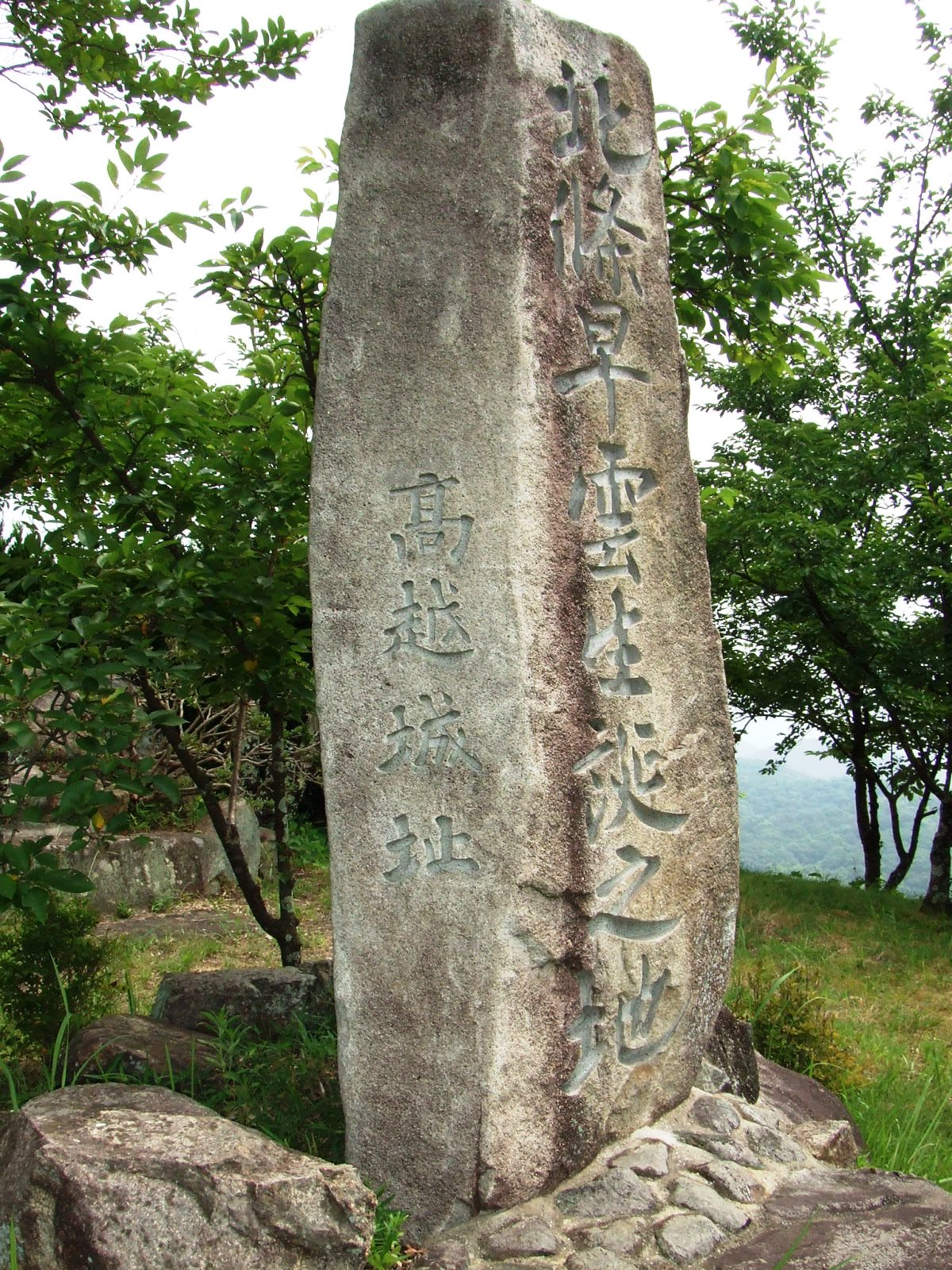
「北条早雲生誕の地」碑（岡山県井原市神代町の高越城址）

一介の素浪人から戦国大名にのし上がった下剋上の典型とする説が近代になって風聞され、通説とされてきた。しかし、近年の研究では室町幕府の政所執事を務めた伊勢氏を出自とする考えが主流である。1950年代に発表された藤井論文以降の資料検証に基づく研究で、伊勢氏のうちで備中国を所領とした支流であり、備中荏原荘（現井原市）または京都で生まれ、荏原荘の半分を領する領主（300貫といわれる）であったことがほぼ確定した。
幕府申次衆の書状と駿河国関連の書状を照らし合わせたところ、記載された史料の「伊勢新九郎盛時」なる人物が同一であることも決め手となった。従来の説は文献の解釈の違いによるところが大きく、さらに「備中伊勢氏」説は史料が最も豊富で多岐にわたることも出自解明に寄与した。
近年の研究では、伊勢盛定が父、京都伊勢氏当主で政所執事の伊勢貞国の娘が母であり、父の盛定は幕府政所執事・伊勢貞親の妹婿で8代将軍・足利義政の申次衆として重要な位置にいたことも明らかになってきている。貞親失脚後に跡を継いで政所執事となった伊勢貞宗とは従兄弟にあたる。
盛時は若いころ、盛定の所領である備中荏原荘に居住したと考えられている。荏原荘には文明3年（1471年）付けの「平盛時」の署名の禁制が残されている（ただし、花押が後のものとは異なる）。井原市神代町の高越城址には「北条早雲生誕の地」碑が建てられている。備中荏原荘からは内藤氏、笠原氏、平井氏、山中氏、井上氏など後北条氏の家臣が出ている。
応仁元年（1467年）に応仁の乱が起こり、駿河国守護今川義忠が上洛して東軍に加わった。義忠はしばしば伊勢貞親を訪れており、その申次を盛定が務めていた。その縁で盛定の娘で宗瑞の姉妹にあたる北川殿が義忠と結婚したと考えられる。宗瑞が素浪人とされていたころは北川殿は側室であろうとされていたが、備中伊勢氏は今川氏と家格において遜色ないため、近年では正室であったと見られている。文明5年（1473年）に北川殿は龍王丸（後の今川氏親）を生んだ。
なお、伊勢氏との関係について、寛正6年（1466年）に発生した遠江国の今川氏の所領没収問題を巡って、貞親の実弟である伊勢貞藤が所領の没収と御料所化推進の中心的存在であり、この処分に反発する今川義忠・伊勢盛定の対立構図が生まれていることが注目される。また、貞藤は細川勝元と対立して応仁の乱では西軍に属している。かつては、出自の有力説の1つに貞藤の子とする説（後述）があったが、これらの事実とその後の宗瑞の経歴を考慮すると、この説が成立しがたいことになる。
宗瑞は将軍義政の弟の義視に仕えたとされるが、近年有力視される康正2年（1456年）生まれとすると、義視が将軍後継者と擬されていた時期（1464年 - 1467年）には10歳前後で幼すぎ、応仁元年（1467年）以降、義視は西軍に寝返っている。

### 駿河下向

#### 今川氏の家督争い
文明8年（1476年）、今川義忠が遠江の塩買坂において西軍に属していた遠江の守護、斯波義廉の家臣横地氏、勝間田氏の襲撃を受けて討ち死にした。しかし、遠江の政情は複雑で、近年の研究ではこれらの国人は東軍の斯波義良に属するものだと考察されており、義忠は同じ東軍と戦っていたことになる。
残された嫡男の龍王丸は幼少であり、このため今川氏の家臣三浦氏、朝比奈氏などが一族の小鹿範満（義忠の従兄弟）を擁立して、家督争いで家中が二分された。これに扇谷上杉家と堀越公方足利政知が介入し、それぞれ家宰の太田道灌と執事の上杉政憲とが兵を率いて駿河国に出兵した。扇谷上杉家の当主上杉定正は範満の父親の母方の従兄弟にあたり、道灌も史料に範満の「合力」と記されている。堀越公方は享徳の乱で上杉家と協力関係にあり、龍王丸方にとって情勢は不利であった。
北川殿は京都にいた弟の宗瑞を頼り、宗瑞は駿河へ下って調停を行い、龍王丸が成人するまで範満を家督代行とすることで決着させた。上杉政憲と太田道灌も撤兵させた（この時に道灌と会談したという話もある。旧来の説なら、宗瑞と道灌は同年齢であった。道灌も長尾景春の乱への対処のため、帰国を急ぐ必要があった）。両派は浅間神社で神水を酌み交わして和議を誓ったとされる。家督を代行する事になった範満が駿河館に入り、龍王丸は北川殿と共に小川の法永長者（長谷川政宣）の小川城（焼津市）に身を寄せた。
従来、この調停成功は宗瑞の知略による立身出世の第一歩とされていたが、今日では幕府の命により駿河守護家今川氏の家督相続に介入すべく下向したものであるとの説が有力となっている。一方で、黒田基樹は新説による推定年齢の若さ（20歳）と、事件について記している『鎌倉大草紙』に宗瑞の名が見えないことから考えて、宗瑞が調停を行なったという説自体の信憑性に疑問を呈している。

#### 幕府申次衆・奉公衆
今川氏の家督争いが収まると京都へ戻り、「伊勢新九郎盛時」の名が文明13年（1481年）から文書に現れる。文明15年（1483年）に9代将軍・足利義尚の申次衆に任命された。長享元年（1487年）奉公衆となる。
このころに幕府奉公衆・小笠原政清（まさきよ、元続の祖父、元続の子・康広と細川氏家臣・小笠原秀清（少斎）の曽祖父にあたる）の娘（南陽院殿）と結婚し、長享元年（1487年）に嫡男の氏綱が生まれている。
なお、この時期に宗瑞が借金問題を抱えていたとする説がある。文明13年（1481年）に備中国に本拠を持つ細川京兆家の内衆・庄元資の家臣である渡辺帯刀丞が宗瑞に金を貸したところ、翌年には訴訟に至ったというものである。この問題がどう決着したかは不明であるが、このことが駿河および東国下向となった一因の可能性がある。
京で幕府に出仕している間、建仁寺と大徳寺で禅を学んだ。

#### 駿河館（今川館）襲撃
文明11年（1479年）、前将軍・義政は龍王丸の家督継承を認めて本領を安堵する内書を出している。ところが、龍王丸が15歳を過ぎて成人しても、小鹿範満は家督を戻そうとしなかった。
このため、北川殿は再び京都で将軍・足利義尚の奉公衆を務めていた宗瑞を頼り、長享元年（1487年）、駿河へ下向した宗瑞は龍王丸を補佐すると共に石脇城（焼津市）に入って同志を集めた。その時点で、太田道灌は主君の上杉定正に誅殺されて既に亡く、上杉政憲も都鄙和睦以降は足利政知の不興をかって不仲となっており、小鹿範満を支持していた外部勢力はなくなっていた。
同年11月、宗瑞は兵を起こし、今川館を襲撃して範満とその弟小鹿範慶を自害させた。龍王丸は駿河館に入り、2年後に元服して氏親を名乗り正式に今川家当主となった。これらの一連の動きは足利義尚や足利政知の承認を得ていたものと考えられている。
宗瑞は伊豆との国境に近い富士下方に所領を与えられ、興国寺城（沼津市）に入ったとされているが、通説である興国寺城拝領については史料の確認が取れないとして異論もあり、善得寺城（富士市）もしくはそのまま石脇城を居城とした説がある。また、駿河へ留まった宗瑞は若年で当主となった甥の氏親の後見役を務めていたとみられ、守護代の出す「打渡状」を発行していることから駿河守護代の地位にあったとも考えられている。
また、同時期に堀越公方・足利政知の直臣となって（恐らく奉公衆として）出仕し、伊豆国田中郷（伊豆の国市の一部）・桑原郷（函南町の一部）を所領として与えられている。

#### 堀越公方の家督争い・伊豆討ち入り
延徳3年（1491年）4月、堀越公方・足利政知が死去した。これにより、宗瑞は5月には再び申次衆として、10代将軍・義材（後の義稙）の室町幕府に復帰した。
享徳の乱では、鎌倉公方・足利成氏が幕府に叛き、将軍の命を受けた今川氏が鎌倉を攻めて占領し、成氏は古河城に逃れて古河公方と呼ばれる反対勢力となり、幕府方の関東管領山内上杉家・扇谷上杉家と激しく戦った。将軍・義政は成氏に代わる鎌倉公方として異母兄の政知を送るが、成氏方の力が強く、鎌倉に入ることもできず伊豆北条を本拠に留まって堀越公方と呼ばれるようになった。文明14年（1483年）11月に成氏と幕府との和睦が成立（都鄙和睦）、成氏が正式な鎌倉公方と認められた。それに伴い、政知は幕府から伊豆一国の国主としての地位を与えられたが、公方としての権威は名実ともになくなった。
政知には長男の茶々丸以外に、側室の円満院との間に清晃（のちの足利義澄）と潤童子をもうけていた。茶々丸は素行不良のため廃嫡され、潤童子が堀越公方の後継とされていた。清晃は出家して京にいたが、政知は勢力挽回のために日野富子や管領細川政元と連携してこの清晃を将軍に擁立しようと図っていたとの噂があったと長享元年の興福寺別当・尋尊の日記に残っている。なお、この計画に氏親と宗瑞が関与していたとする説もある。
同年7月、茶々丸が土牢から脱出し、異母弟・潤童子とその母・円満院を殺して、事実上の公方となった。
同年5月までは、「伊勢新九郎」の文書が残っているが、明応4年（1495年）の史料では「早雲庵宗瑞」と法名になっており、この間に出家したと見られる。この時代の武士の出家には政治的な意味があることが多く、清晃の母の円満院の横死が理由とする見方、または伊豆乱入に伴う幕府奉公衆からの退任を意味するとする見方などがある。

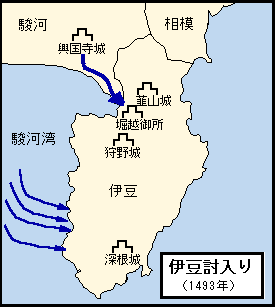
伊豆討入り拡大

明応2年（1493年）4月、管領・細川政元が明応の政変を起こして、将軍・義材を追放。清晃を室町殿（実質上の将軍）に擁立した。宗瑞の従兄弟の伊勢貞宗もこれに協力している。清晃は還俗して義遐を名乗る（後に義高・義澄と改名）。権力の座に就いた義遐は母と弟の敵討ちを幕臣であり、茶々丸の近隣に城を持つ宗瑞に命じたとされる。
これを受けて、同年夏か秋ごろに宗瑞は伊豆の堀越御所にいた茶々丸を攻撃し、伊豆の豪族である鈴木繁宗、松下三郎右衛門尉らがいち早く参じた。この事件を伊豆討ち入りといい、この時期に東国戦国期が始まったと考えられている。
後世の軍記物では、この伊豆討ち入りに際して、自ら修善寺に湯治と称して密偵となって入り、伊豆の世情を調べたとしている。また、討入りは、伊豆国の兵の多くが山内上杉家に動員され上野国の合戦に出て手薄になったのを好機とした。自らの手勢200人と氏親に頼んで借りた300人の合わせて500人が、10艘の船に乗って清水浦を出港。駿河湾を渡って西伊豆の海岸に上陸すると、住民は海賊の襲来と恐れて家財道具を持って山へ逃げた。宗瑞の兵は一挙に堀越御所を急襲して火を放ち、茶々丸は山中に逃げ自害に追い込まれた」と書かれている。
従来の通説では、宗瑞率いる伊勢氏が伊豆を奪った事件は、旧勢力が滅び、新興勢力が勃興する下克上の嚆矢とされ、荒廃した京都を捨てて、関東の沃野に志を立てたとされてきたが、中央の政治と連動した動きを取っていることが近年の研究で分かっている。つまり伊豆討入りは、足利義澄や細川政元の命により、幕府の承認のもと行われていたとみられる。

#### 伊豆平定
この後、宗瑞は伊豆国韮山城（現伊豆の国市）を新たな居城として伊豆国の統治を始めた。黒田基樹によると、早雲の伊豆の領国化は、義澄の母と弟の仇である茶々丸を討伐したことへの功賞として認められたのではないかとしている。
宗瑞は伊豆の統治にあたり、高札を立てて味方に参じれば本領を安堵すると約束し、一方で参じなければ作物を荒らして住居を破壊すると布告した。また、兵の乱暴狼藉を厳重に禁止し、病人を看護するなど善政を施し、茶々丸の悪政に苦しんでいた伊豆の小領主や領民はたちまち従った。そして、それまでの煩瑣で重い税制を廃して四公六民の租税を定め領民は歓喜し、「伊豆一国は30日で平定された」と言われる。
軍記物語などでは伊豆討ち入りの際に討死・自害したといわれる茶々丸は、史書においては逃げ延びており、関戸氏、狩野氏、土肥氏ら伊豆の諸勢力、さらには甲斐の武田氏らに擁せられて、数年にわたり伊勢氏に抵抗した。宗瑞は伊豆の国人を味方につけながら茶々丸方を徐々に追い込み、明応7年（1498年）8月に南伊豆にあった深根城（下田市）を落として、5年かかってようやく伊豆を平定した。なお、同年の8月25日に明応の大地震と津波で伊豆・駿河両国は大被害を受けており、震災で深根城一帯も甚大な被害を受けて抵抗不可能になった茶々丸を動員可能な少数の手勢で討ち取ったとみられており、この際に茶々丸を擁していた城主の関戸吉信らを皆殺しにして力を示したとされる（ただし、茶々丸の死去地を甲斐国とする説もあり、深根城の皆殺しは別の出来事とする見方もある）。
伊豆を平定する一方で、宗瑞は今川氏の武将として、明応3年（1494年）ごろから今川氏の兵を指揮して遠江へ侵攻、中遠まで制圧している。宗瑞は氏親と連携して領国を拡大していく。

### 小田原城奪取
「二本の大きな杉の木を鼠が根本から食い倒し、やがて鼠は虎に変じる」という霊夢を見たという話が『北条記』に書かれている。二本の杉とは関東管領の山内上杉家と扇谷上杉家、鼠とは子の年生まれの宗瑞のことである。
明応3年（1494年）、関東では山内上杉家と扇谷上杉家の抗争（長享の乱）が再燃し、扇谷家の上杉定正は宗瑞に援軍を依頼。扇谷側として宗瑞は荒川で山内家当主で関東管領上杉顕定の軍と対峙するが、定正が落馬して死去したことにより、撤兵した。
扇谷家は相模の三浦氏と大森氏を支柱としていたが、この年にそれぞれの当主である扇谷定正、三浦時高、大森氏頼の3人が死去した。

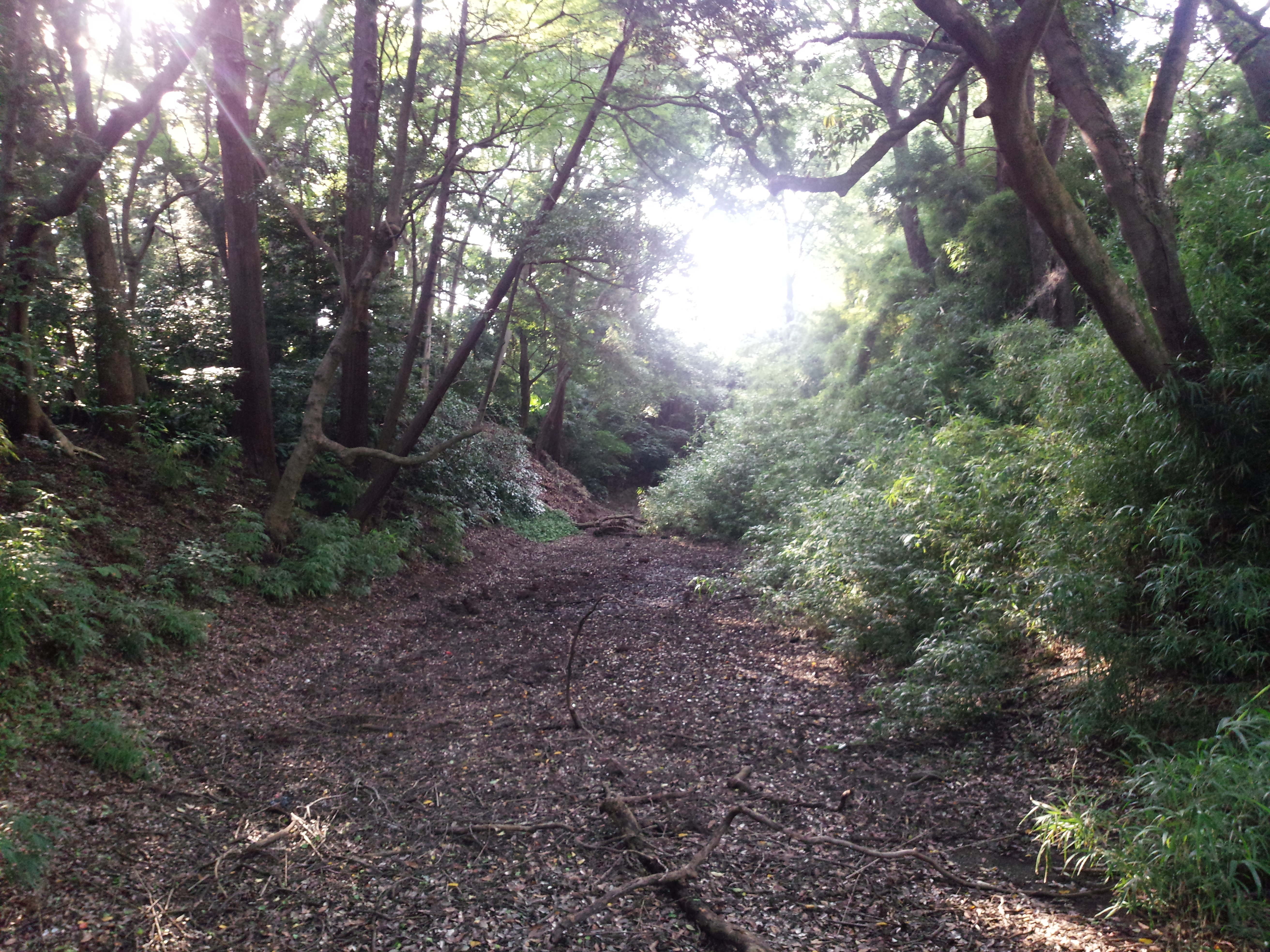
小田原城の空堀

宗瑞は茶々丸の討伐・捜索を大義名分として、明応4年（1495年）に甲斐に攻め込み、甲斐守護・武田信縄と戦っている。同年9月、相模小田原の大森藤頼を討ち小田原城を奪取した。
『北条記』によれば、宗瑞は大森藤頼にたびたび進物を贈るようになり、最初は警戒していた藤頼も心を許して親しく歓談するようになった。ある日、宗瑞は箱根山での鹿狩りのために領内に勢子を入れさせて欲しいと願い、藤頼は快く許した。
その夜、千頭の牛の角に松明を灯した宗瑞率いる伊勢氏の兵が小田原城へ迫り、勢子に扮して背後の箱根山に伏せていた兵たちが鬨の声を上げて火を放つ。数万の兵が攻め寄せてきたと、おびえた小田原城は大混乱になり、藤頼は命からがら逃げ出して、易々と小田原城を手に入れたという。典型的な城盗りの物語で、似たような話は織田信秀の那古野城奪取、尼子経久の月山富田城奪取にもあり、どこまで真実か分らない。金子浩之は、土石流を「牛」になぞらえた伝承があるという笹本正治の説を元に、1495年に起きた明応地震の津波に乗じて小田原城を攻めた結果、津波が「牛」と呼ばれたようになったのではないかと推測している。あるいは火牛の計は中国の戦国時代、斉の将軍田単が用いた戦術で、教養を持つ知識層には知られていた可能性があり、これが事実用いられたか、武勇伝作りに利用されたと考えることもできる。
この小田原城奪取は明応4年（1495年）9月とされているが、史料によって年月が異なる。黒田基樹は、明応5年（1496年）に山内家が小田原城と思われる要害を攻撃し、山内顕定の書状に扇谷家の守備側として大森藤頼と宗瑞の弟弥二郎の名が見られることを根拠に年次に疑問を呈し、それ以降のことではないかとしている。『小田原市史』で小田原城奪取の件を執筆した佐藤博信も黒田と同様の見解を採るとともに、子の幻庵が大森氏出身の海実から箱根権現別当の地位を譲られたことや享徳の乱のころ（藤頼の父とされる氏頼の時代）に大森氏で内紛があったことを指摘し、伊勢氏の進出もこの大森氏の内情に乗じたものと推定している。
また、明応10年3月28日（文亀元年/1501年）に宗瑞が小田原城下にあった伊豆山神社の所有地を自領の1か村と交換した文書が残されており、この時点では伊勢氏が小田原城を既に領有していたとみられている。
小田原城奪取など宗瑞の一連の行動は茶々丸討伐という目的だけでなく、自らの勢力範囲を拡大しようとする意図もあったと見られていた。だが近年の研究では義澄-細川政元-今川氏親-宗瑞の陣営と、足利義稙-大内政弘-足利茶々丸-武田信縄-上杉顕定の陣営、即ち明応の政変による対立構図の中での軍事行動であることが明らかになってきている。旧来の説では同じ扇谷方の大森氏を宗瑞が騙し討ちしたとされるが、近年の研究ではこの小田原城奪取も大森藤頼が山内上杉氏に寝返ったためのものと考えられている。
明応8年（1498年）、宗瑞は甲斐で茶々丸を捕捉し、殺害することに成功した。茶々丸を討った場所については、伊豆国の深根城とする説もある。
今川氏の武将としての活動も続き、文亀年間（1501年 - 1504年）には三河にまで進んでいる。『柳営秘鑑』によると文亀元年（1501年）9月、岩付（岩津）城（愛知県岡崎市岩津町）下にて松平長親（徳川家康の高祖父）と戦って敗北し、三河侵攻は失敗に終わっている。松平方の先陣の酒井氏、本多氏、大久保氏の働きがあったという。ただし、徳川実紀では永正3年（1506年）8月20日のこととされている。

### 相模平定
その後、相模方面へ本格的に転進し、関東南部の制圧に乗り出したが、伊豆・西相模を失った山内家の上杉顕定が義澄・政元に接近したため、氏親・宗瑞の政治的な立場が弱くなった。更に、政元が今川氏と対立関係にある遠江守護斯波義寛と顕定の連携を図ったことから、両者の挟撃も警戒されるようになる。

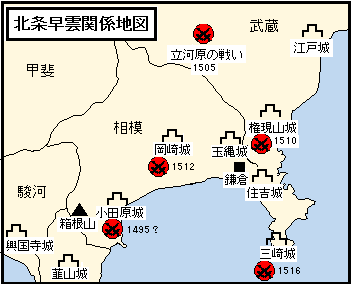
関係図拡大

それでも氏親と宗瑞は、今度は義稙-大内陣営に与し、徐々に相模に勢力を拡大していった。こうした関東進出の大きな画期となったのは、永正元年（1504年）8月の武蔵立河原の戦いであり、扇谷定正の甥で扇谷家当主上杉朝良に味方した宗瑞は、氏親と共に出陣して山内顕定に勝利した。
この敗戦後に顕定は弟の越後守護上杉房能と同守護代長尾能景の来援を得て反撃に出る。相模へ乱入して、扇谷家の諸城を攻略。翌永正2年（1505年）、河越城に追い込まれた朝良は降伏した。これにより、伊勢氏は山内家、扇谷家の両上杉家と敵対することになる。
永正3年（1506年）に相模で検地を初めて実施して支配の強化を図った。
永正4年（1507年）には、管領細川政元が、排除されたことを恨んだ養子細川澄之により暗殺されるという「永正の錯乱」がおきる。直後、政元と結んでいた越後守護上杉房能が守護代の長尾為景（上杉謙信の父）に殺される事件が起き、政元勢力の変動を機とした足利義稙は永正5年（1508年）、大内義興の軍勢と共に義澄を追って京に返り咲いた。これらの動きにより、氏親と宗瑞に室町幕府からの圧迫が無くなり、宗瑞は為景や長尾景春と結んで顕定を牽制した。
永正6年（1509年）以降は今川氏の武将としての活動はほとんど見られなくなり、相模進出に集中する。ただし、少なくとも永正9年（1512年）ごろまで駿府への訪問が確認でき、同年には山内顕定に反抗する長尾景春の駿河亡命に宗瑞が関わったと考えられることから、その後も今川氏の関係は続いていたとみられる。また、娘の長松院殿が今川氏の重臣の子である三浦氏員と婚姻したのは永正12年（1515年）ごろと推定される。
永正6年7月、顕定は大軍を率いて越後へ出陣し、同年8月にこの隙を突いて宗瑞は扇谷上杉家の本拠地江戸城に迫った。上野に出陣していた扇谷朝良は兵を返して、翌永正7年（1510年）まで武蔵、相模で戦った。宗瑞は権現山城（横浜市神奈川区）の上田政盛を扇谷家から離反させたが、同年7月になって山内家の援軍を得た扇谷家が反撃に出て、権現山城は落城、三浦義同（道寸）が伊勢氏方の住吉要害（平塚市）を攻略して小田原城まで迫ったため、宗瑞は扇谷家との和睦で切り抜けた。一方、同年6月20日には越後に出陣していた顕定が長尾為景の逆襲を受けて敗死、死後に2人の養子顕実と憲房の争いが発生、古河公方家でも足利政氏・高基父子の抗争が起こり、朝良はこれらの調停に追われた（永正の乱）。
三浦氏は相模の名族で源頼朝の挙兵に参じ、鎌倉幕府創立の功臣として大きな勢力を有していたが、嫡流は執権の北条氏に宝治合戦で滅ぼされている。しかし、傍流は相模の豪族として続き、相模で大きな力を持っていた（相模三浦氏）。このころの三浦氏は扇谷家に属し、同氏の出身で当主の義同（道寸）が相模中央部の岡崎城（現伊勢原市）を本拠とし、三浦半島の新井城または三崎城（現三浦市）を子の義意が守っていた。
敗戦から体勢を立て直した宗瑞は、永正9年（1512年）8月に岡崎城を攻略し、義同を住吉城（逗子市）に敗走させ、勢いに乗って住吉城も落とし、義同は義意の守る三崎城に逃げ込んだ。宗瑞は鎌倉を占領して、相模の支配権をほぼ掌握する。朝良の甥の朝興が江戸城から救援に駆けつけるが、これを退けた。さらに三浦氏を攻略するため、同年10月、鎌倉に玉縄城を築いた。晩年の宗瑞は最後の仕事と、三浦氏の抹殺に執念を燃やすこととなる。
義同はしばしば兵を繰り出して戦火を交えるが、次第に圧迫され三浦半島に封じ込められた。扇谷家も救援の兵を送るがことごとく撃退された。
永正13年（1516年）7月、扇谷朝興が三浦氏救援のため玉縄城を攻めるが宗瑞はこれを打ち破り、義同・義意父子の籠る三崎城に攻め寄せた。堅固な三崎城攻めは凄惨な激戦の末に義同は自害、義意は討ち死にする。名族三浦氏は滅び、伊勢氏が相模全域を平定した。

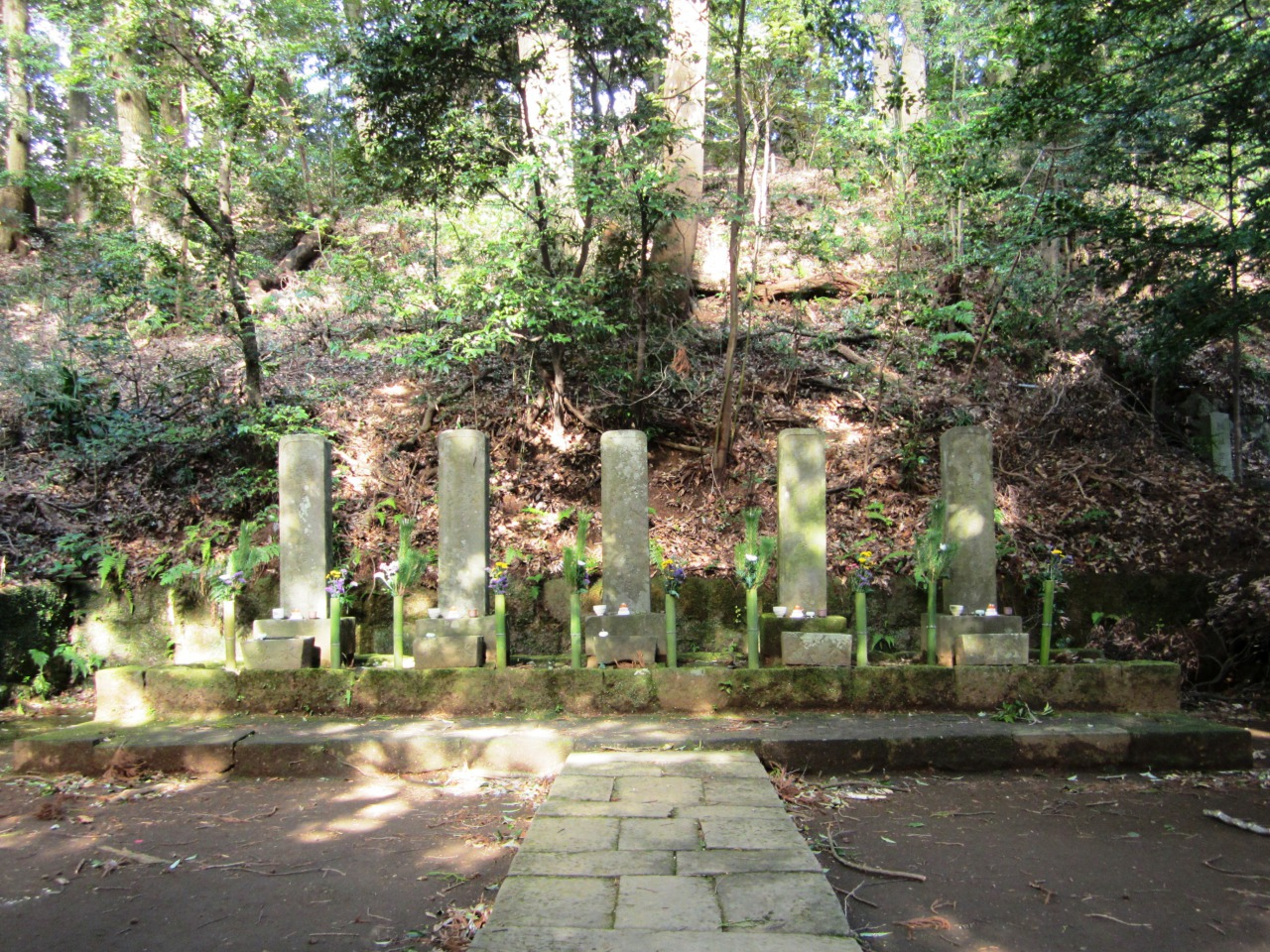
早雲寺の北条五代の墓。右端が伊勢宗瑞（北条早雲）の墓。

その後、上総の真里谷武田氏を支援して、房総半島に渡り、翌永正14年（1517年）まで転戦。
永正15年（1518年）、家督を嫡男氏綱に譲った。
永正16年（1519年）8月15日、死去した。法号は早雲寺殿天岳宗瑞公大禅定門。
後嗣の氏綱は2年後に菩提寺として早雲寺（神奈川県箱根町）を創建させている。
宗瑞は、領国支配の強化を積極的に進めた最初期の大名であり、その点から、戦国大名の先駆けと評価されている。『早雲寺殿廿一箇条』という家法を定め、これは分国法の祖形となった。永正3年（1506年）に小田原周辺で指出検地（在地領主に土地面積・年貢量を申告させる検地）を実施しているが、これは、戦国大名による検地として最古の事例とされている。
また、死の前年から伊勢（後北条）氏は虎の印判状を用いるようになった。印判状のない徴収命令は無効とし、郡代・代官による百姓・職人への違法な搾取を止める体制が整えられた。更にこれを関東の諸勢力（古河公方・両上杉氏など）との対抗上、足利一族である今川氏の権威を必要とし続けていたが、独自の公権力を発揮し始めたことを示すものあるという評価もある。ただし、宗瑞の姉で氏親の母である北川殿はまだ健在（享禄2年（1529年）没）であり、宗瑞自身は最後まで今川氏の家臣としての立場を棄てることは無かったと思われる。
宗瑞の後を継いだ氏綱は北条氏（後北条氏）を称して武蔵国へ領国を拡大。以後、氏康、氏政、氏直と勢力を伸ばし、5代に渡って関東に覇を唱えることになる。

### 年表
| 和暦              | 西暦   | 年齢 享年88説 | 年齢 享年64説 | 伊勢宗瑞（北条早雲）関連事項 | 参考事項 |
| ----------------- | ------ | ------------- | ------------- | --- | --- |
| 永享4年           | 1432年 | 1             |               | 備中国高越城または京都で出生。(享年88説） | |
| 永享10年          | 1438年 | 7             |               | | 永享の乱、鎌倉公方足利持氏自害。鎌倉公方一旦滅亡。 |
| 永享13年 嘉吉元年 | 1441年 | 10            |               | | 嘉吉の乱、将軍足利義教が赤松満祐に暗殺される。 |
| 嘉吉3年           | 1443年 | 12            |               | | 禁闕の変、神璽が後南朝に奪われる。 |
| 文安6年 宝徳元年  | 1449年 | 18            |               | | 足利義政に将軍宣下。 鎌倉公方が再興され、持氏の遺児成氏が任命される。 |
| 享徳3年           | 1454年 | 23            |               | | 鎌倉公方足利成氏、関東管領上杉憲忠を謀殺。享徳の乱はじまる。 |
| 享徳4年 康正元年  | 1455年 | 24            |               | | 駿河守護今川範忠の軍勢が鎌倉を占領、成氏は下総古河に逃れる。（古河公方） 将軍足利義政と日野富子が結婚。 |
| 康正2年           | 1456年 | 25            | 1             | 備中国高越城または京都で出生。(享年64説） | |
| 康正3年 長禄元年  | 1457年 | 26            | 2             | | 太田道灌、江戸城を築く。 将軍足利義政が弟の政知を関東に送る。（堀越公方） 長禄の変、後南朝に奪われていた神璽を赤松家遺臣が奪回。 |
| 寛正2年           | 1461年 | 30            | 6             | | 寛正の大飢饉、洛中の餓死者8万人以上。 |
| 寛正5年           | 1464年 | 33            | 9             | このころに足利義視の近侍となる。 | 将軍義政の弟義尋、還俗して将軍後継者となる。（足利義視） 後土御門天皇践祚。 |
| 寛正7年 文正元年  | 1466年 | 35            | 11            | | 細川勝元、山名宗全と対立した政所執事伊勢貞親が近江に逃亡。 |
| 文正2年 応仁元年  | 1467年 | 36            | 12            | このころに姉妹の北川殿と駿河守護今川義忠が結婚。 | 応仁の乱勃発。京都で細川方・山名方の軍勢数万が合戦。 足利義視、伊勢に出奔。 |
| 応仁2年           | 1468年 | 37            | 13            | | 足利義視、西軍（山名方）の大将に迎えられる。 |
| 文明3年           | 1471年 | 40            | 16            | 備中国荏原荘に「平盛時禁制」を発する。 | 関東管領山内顕定が成氏の居城古河城を攻略。 |
| 文明5年           | 1473年 | 42            | 18            | 北川殿が龍王丸（後の今川氏親）を生む。 | 山名宗全、細川勝元が死去。 足利義尚に将軍宣下。 |
| 文明8年           | 1476年 | 45            | 21            | 駿河に下向して龍王丸派と小鹿範満派との家督争いを調停。 | 今川義忠が遠江の塩買坂の戦いで戦死。 長尾景春が上杉方の五十子の陣を襲撃する。（長尾景春の乱） |
| 文明9年           | 1477年 | 46            | 22            | | 扇谷氏家宰太田道灌、江古田・沼袋原の戦いなどで景春方を連破する。 京都で東西両軍の和睦がほぼ成立し、応仁の乱終わる。 |
| 文明11年          | 1479年 | 48            | 24            | 前将軍足利義政、龍王丸に本領安堵の内書を発する。 | |
| 文明13年          | 1481年 | 50            | 26            | 文書での「伊勢新九郎盛時」の初見。 | |
| 文明14年          | 1482年 | 51            | 27            | 金銭貸借を巡り、庄元資の家臣と訴訟沙汰になる。 | 幕府と古河公方足利成氏との和睦が成立、享徳の乱終わる。（都鄙合体） |
| 文明15年          | 1483年 | 52            | 28            | 将軍足利義尚の申次衆となる。 | |
| 文明17年          | 1485年 | 54            | 30            | | 山城国一揆起こる。 |
| 文明18年          | 1486年 | 55            | 31            | | 尼子経久が出雲国富田城を奪回。 太田道灌、主君扇谷定正に謀殺される。 |
| 文明19年 長享元年 | 1487年 | 56            | 32            | 将軍足利義尚の奉公衆となる。 駿河に下り、駿河館を襲撃して小鹿範満を討つ。 興国寺城主となる。 嫡男の伊豆千代丸（北条氏綱）生まれる。 「系図纂要」では、この年に北条姓に改めたとする。 | 龍王丸、元服して今川氏親を名乗る。 将軍足利義尚、六角高頼を攻めるために近江に出陣。 |
| 長享2年           | 1488年 | 57            | 33            | | 山内上杉家と扇谷上杉家の抗争（長享の乱）が勃発。 加賀一向一揆、一揆勢が加賀守護富樫政親を攻め、自害に追い込む。 |
| 長享3年 延徳元年  | 1489年 | 58            | 34            | 日野富子と管領細川政元が清晃擁立を図ったとの風聞。（宗瑞が関与の説あり。） | 将軍足利義尚死去、義視の子義材が将軍に迎えられる。 |
| 延徳2年           | 1490年 | 59            | 35            | | 足利義政死去。 |
| 延徳3年           | 1491年 | 60            | 36            | 「伊勢新九郎」の名の最後の文書。明応4年（1495年）までに出家して早雲庵宗瑞を名乗る。                                                                                                  | 足利義視死去 堀越公方足利政知死去。 茶々丸が継母円満院と弟の潤童子を殺害して堀越公方の家督を継ぐ。 将軍足利義材、近江に出兵して六角氏を攻める。                                                                                       |
| 延徳4年 明応元年  | 1492年 | 61            | 37            | | 甲斐武田家の武田信縄・信恵兄弟が家督争いを起こす。 |
| 明応2年           | 1493年 | 62            | 38            | 伊豆堀越御所の茶々丸を襲撃。（伊豆討ち入り） | 明応の政変、管領細川政元がクーデターを起こして将軍足利義材を追放。清晃（足利義澄）を擁立する。 |
| 明応3年           | 1494年 | 63            | 39            | 扇谷方として武蔵国高見原に出兵するが、扇谷定正の急死により撤退する。 今川氏の武将として遠江へ侵攻。                                                                                  | 三浦義同、養父三浦時高を攻め殺して三浦氏の家督を継承。 小田原城主大森氏頼死去。 |
| 明応4年           | 1495年 | 64            | 40            | 甲斐に出兵して守護武田信縄と戦う。 大森藤頼を討ち小田原城を奪取。事件の年次については明応5年（1496年）以降、明応10年（1501年）までの間とする説もある。                               | |
| 明応5年           | 1496年 | 65            | 41            | 山内方が相模西部に進軍して小田原城を攻める。城を守る弟の弥二郎と大森氏は敗走。 | 日野富子死去。 |
| 明応6年           | 1497年 | 66            | 42            | 関戸吉信の守る深根城を陥れる。伊豆平定。 | 古河公方足利成氏死去。 |
| 明応7年           | 1498年 | 67            | 43            | 甲斐で茶々丸を捕えて殺害する。伊豆の深根城で討ち取ったとする説もある。 | |
| 明応8年           | 1499年 | 68            | 44            | | 蓮如死去 |
| 明応9年           | 1500年 | 69            | 45            | | 後土御門天皇崩御。後柏原天皇践祚。 |
| 明応10年 文亀元年 | 1501年 | 70            | 46            | 今川家の武将として三河に出兵し、松平長親と戦う。 | |
| 文亀4年 永正元年  | 1504年 | 73            | 49            | 扇谷朝良・氏親らと共に立河原の戦いで山内顕定に勝利する。 | |
| 永正2年           | 1505年 | 74            | 50            | | 扇谷朝良が河越城で山内方に降伏。長享の乱終わる。 |
| 永正3年           | 1506年 | 75            | 51            | 相模で初めて検地を実施。 | 古河公方足利政氏と子の高基が内訌を起こす（第一次抗争）。高基は下野宇都宮に逃れ岳父宇都宮成綱に庇護される。 下野守護宇都宮成綱、高基の古河公方擁立を企て勢力拡大を図る。 佐竹義舜、山入氏を滅ぼし、佐竹の乱終わる。                    |
| 永正4年           | 1507年 | 76            | 52            | | 管領細川政元が養子細川澄之と家臣薬師寺長忠に暗殺される。細川氏の内訌はじまる。（永正の錯乱） 細川澄元が京を制圧。 越後守護上杉房能が守護代長尾為景に殺害される。                                                                      |
| 永正5年           | 1508年 | 77            | 53            | 今川勢を率いて三河に侵攻するが松平長親に敗れる。 | 前将軍足利義稙が大内義興・細川高国とともに入京。将軍足利義澄は近江に逃亡し、義稙が将軍復帰。 甲斐守護武田信虎、叔父の油川信恵一族を滅ぼす。 今川氏親、遠江守護に任じられる。 古河公方足利政氏と子の高基が内訌を起こす（第二次抗争）。 |
| 永正6年           | 1509年 | 78            | 54            | 武蔵に出兵して江戸城に迫る。 | 管領山内顕定、越後に出兵し、長尾為景を佐渡に追う。 |
| 永正7年           | 1510年 | 79            | 55            | 上田政盛を扇谷家から離反させ権現山城で挙兵させるが、両上杉方の反攻により敗北する。（権現山城の戦い）                                                                                 | 山内顕定が長尾為景に討たれる。（長森原の戦い）古河公方足利政氏と子の高基が内訌を起こす（第三次抗争）。高基は下総関宿に移る。 山内上杉家の上杉顕実・憲房兄弟が家督争いを起こす。                                                       |
| 永正8年           | 1511年 | 80            | 56            | | 足利義澄が細川澄元とともに入京を図るが、急死する。 船岡山合戦で義稙方が義澄方に勝利。澄元は没落。 今川氏親、遠江の刑部城の戦いで尾張守護斯波義達に勝利。                                                                              |
| 永正9年           | 1512年 | 81            | 57            | 相模の岡崎城と住吉城を攻略、三浦義同・義意父子を三崎城（新井城）に追い込む。 | 足利高基、古河を制圧。足利政氏、下野小山に逃亡。 宇都宮成綱、政氏方の家臣芳賀高勝を謀殺し宇都宮錯乱はじまる。 山内憲房が山内顕実に勝利し、山内上杉家を継ぐ。顕実は実権を喪失した。                                                    |
| 永正11年          | 1514年 | 83            | 59            | | 宇都宮成綱、結城政朝の連合軍、竹林の戦いで政氏方の佐竹義舜・岩城由隆連合軍を破る。 |
| 永正12年          | 1515年 | 84            | 60            | | 山内上杉顕実死去。 |
| 永正13年          | 1516年 | 85            | 61            | 三崎城（新井城）を攻略、相模三浦氏を滅ぼす。相模平定。 上総の真里谷武田氏を支援して房総半島に渡り、翌年まで転戦。                                                                    | 宇都宮成綱、縄釣の戦いで政氏方の佐竹義舜・岩城由隆連合軍を破り、追い込む。高基の擁立に成功する。 宇都宮成綱死去。 |
| 永正14年          | 1517年 | 86            | 62            | | 今川氏親、引馬城を攻略し、遠江を制圧。 足利義明が下総小弓御所に入る。（小弓公方） 佐竹義舜死去。 |
| 永正15年          | 1518年 | 87            | 63            | 家督を嫡男氏綱に譲る。 伊勢（後北条）氏、虎の印判状の使用を開始。 | 扇谷朝良死去。 |
| 永正16年          | 1519年 | 88            | 64            | 韮山城で死去。 | |

※年齢は数え歳。

## 妻子
3人の妻と4男2女が存在したことが確認されている。
- 正室：南陽院殿[注釈 12]（? - 永正3年（1506年）7月18日、法名：南陽院殿華渓宗智大禅定尼）[80]
  - 長男：北条氏綱（1487年 - 1541年）：後北条氏第2代当主。
  - 次男?：北条氏時[81]（? - 1531年）：玉縄城主。
- 側室：葛山氏の娘
  - 三男?：葛山氏広[82]（? - 1538/1539年）：駿河葛山氏へ養子。
- 側室：善修寺殿[83]（? - 天正2年（1574年）7月25日、法名：善修寺殿梅嶺宗意大姉）[84]
  - 長松院殿（? - 天正13年（1585年）6月14日、法名：長松院殿月渓宗珊珊）[85][86]
  - 四男：幻庵宗哲（長綱）（1493年 - 1589年?）：箱根権現別当。
  - 青松院殿 法名：青松院殿天光貞修大姉[85]。動向、生没年は不明[87]

氏綱が長男で宗哲が四男であり、善修寺殿の子は長松院殿が宗哲の姉、青松院殿が妹であることは判明しているが、氏時と氏広の長幼の順は分かっていない。氏時の母は不明だが、氏綱と同腹の次男と推定されている。なお、氏広については諸系図に見えないため、男子を3名（氏綱・氏時・宗哲）とする説もある。

## 偏諱を与えた人物
- 息子（氏綱・氏時・氏広）
- 大道寺盛昌（重時（宗瑞の従兄弟）の子）
- 松田盛秀（初め顕秀）

それぞれの名前を名乗っていたとする証明になるのが、息子たちや家臣にみられる偏諱（名前の1字）を与えられた人物であり、上に挙げた人物から以下のように考えられる。
1. 長男・氏綱、次男・氏時、三男・氏広ほか後北条氏一族の諱に「氏」の字が入っていることから、祖にあたる宗瑞も「氏」の付いた名前（長氏、氏茂、氏盛）のいずれかは名乗っていた
2. 次男・氏時の名前より盛時は名乗っていた
3. 四男・長綱の名前より長氏は名乗っていた
4. 盛昌・盛秀、および実父・伊勢盛定の名前から「盛」の付いた名前（盛時（もりとき）あるいは氏盛（うじもり））は名乗っていた

以上のことを総合して考慮すれば、少なくとも「盛時」「長氏」「氏盛」のいずれかは名乗っているということになる。途中で改名した可能性を否定できないため、必ずしもこのうちの1つだけとは限らない。
1については、「氏綱が従兄弟にあたる今川氏親から1字を与えられた（氏綱・長綱の「綱」字は伊勢盛定の父・盛綱に由来するとされる）」とする説があり、この場合は必ずしも父の宗瑞が「氏」の入った名前を名乗っていた必要はない。また別の一説によれば、「氏」の字は北条時行の子とされる北条行氏（ゆきうじ）に肖ったとしている。ただし、前述したように宗瑞の代に北条姓を名乗ったと確定する史料に欠ける。
大道寺盛昌、松田盛秀と、「盛」の字を与えられた人物が2人もいることなので、4については最も有力視でき、冒頭で前述したとおり、「盛時」を名乗っていたのが定説となっている。生誕年の判っていない盛秀については、妻（北条綱成の妹）のことを考慮すれば年代的に宗瑞の世代ではないのではと疑問視する説もあるが、顕秀からわざわざ改名していることからやはり「盛」の字を賜った可能性は残る。

## 出自と生年の論争
生年は、長らく子年生まれの永享4年（1432年）が定説とされてきたが、近年新たに同じ子年だが24歳若い康正2年（1456年）説が提唱され定説となりつつある。このため、死亡時の年齢も、従来説では88歳だったが、現在では64歳とする説が有力となっている。
既に老いの境に入った一介の伊勢の素浪人が、妹が守護の愛妾となっていたのを頼りに駿河へ下って身を興し、後に関東を切り取る一代の梟雄となる、という武勇伝が従来小説などでよく描かれていた。
『北条記』『名将言行録』に見える駿河下向時の一節には、大道寺太郎（重時）、荒木兵庫、多目権兵衛・山中才四郎・荒川又次郎・在竹兵衛らの仲間6人（御由緒六家）と、伊勢で神水を酌み交わして、一人が大名になったら他の者は家臣になろうと誓い合ったという話が残っている。『公方両将記』（『續々群書類從 第4 史伝部 3』）には、陸奥国へ下ろうとしていたが、駿河の薩埵峠で盗賊に遭い身ぐるみはがされて難渋していたところを守護の奥方の輿と出会い衣服を与えられた。それが「叔母」の北川殿であった。その縁で今川氏に仕えるようになったという話になっている。いずれも、いかにも大志を抱く素浪人にふさわしい話となっている。
江戸時代前期までは、『寛永諸家系図伝』などで後北条氏は執権北条家の嫡流の末裔（北条時行の曾孫北条行長の実子）もしくは名門伊勢氏の出と考えられていた様子であるが、江戸時代中期以降、『太閤記』の影響で戦国時代を身分の低い者が実力で身を興す「下克上の時代」と捉える考えが民衆の願望もあいまって形成され、明治時代になって定着し、戦後まで続いた。その下克上を代表する梟雄として斎藤道三、松永久秀と共に挙げられ、伊勢宗瑞（北条早雲）は身分の低い素浪人とすることが巷談などでの通説となった。

### 出自に関する論争
出自については長年明らかにならず、主なものに、伊豆韮山説、大和在原説、山城宇治説、伊勢素浪人説、京都伊勢氏説、備中伊勢氏説があった。
この内、伊豆韮山説（宗瑞と北川殿はともに行長の実子であるという説）と伊勢氏説（宗瑞と北川殿はともに行長の養子であるという説）は江戸時代の狭山藩北条家と幕臣の伊勢家でそれぞれ伝承してきたもので、両者に食い違いがあることは古くから問題視されていた。例えば『寛政重修諸家譜』の編者・林述斎は「北条家の系図と伊勢家の系図を比較すると、（京都の）伊勢貞親の二男の新九郎が（伊豆韮山の）北条行長の養子に入ったものであろう」と述べ、京都伊勢氏説を正しいとした。
大和在原説と山城宇治説は『北条五代記』に異説として紹介されたもので有力視はされなかった。伊勢説は『北条記』『相州兵乱記』に書かれており、宗瑞が信濃守護小笠原定基に宛てた書状で、小笠原家臣の関右馬允春光について「伊勢の関氏で自分の同族（名字我等一躰ニ候、伊勢国関與申所、依在国、関與名乗候、根本従兄弟相分名字ニ候）」と書いていたことを根拠に1901年に藤岡継平は伊勢出身の地方武士であるとする説を主張し、田中義成や海音寺潮五郎がこれを支持した。
これに対して渡辺世祐は『寛政重修諸家譜』などにある幕府政所執事の京都伊勢氏の出身で、伊勢貞親の弟貞藤の子供であろうとする京都説を主張した。一般には伊勢説が定着して「伊勢素浪人」という像ができあがり、一方、研究者の間では京都説が有力視されていた。
備中説は『今川記』および『太閤記』に書かれており、井原市法泉寺の古文書を調査した藤井駿が1956年に宗瑞を備中伊勢氏で将軍足利義尚の側近であった「伊勢新九郎盛時」とする論文を発表した。1980年前後に奥野高広、今谷明、小和田哲男が史料調査の結果として「伊勢新九郎盛時」を後の北条早雲とする論文を発表し、その後、有効な反論も出ず、ほぼ定説化した。江戸時代前期成立の『今川記』に戻った訳で「本卦返り」と呼ばれている。宗瑞は氏素性のない素浪人ではなく、将軍に直接仕える伊勢家の出自であったことになる。

### 生年に関する論争
年齢については江戸時代以来、享年88（永享4年（1432年）生）とされていた。これだと、駿河に下向して興国寺城主となり、長男氏綱が生まれた時点で数え年で56歳、伊豆討ち入りの時点で62歳となる。江戸時代前期の史料で姉とされる北川殿が今川義忠と結婚した応仁元年（1467年）に宗瑞は36歳になっており、姉だと当時の女性としては晩婚に過ぎ、明治以降に享年88説に合わせて歳の離れた妹とされていた。
小説家や評論家から宗瑞は「大器晩成」の典型としてよく取り上げられた。しかしながら、歴史上に登場するのが50歳近くで、本格的に活動するのが60歳を過ぎてから、最晩年に80歳を過ぎても自ら兵を率いて戦っていたことになり、いかに矍鑠としていても少々異様であるとして、疑問を呈する研究者もいた。
1995年に黒田基樹は、享年88は江戸時代中期以降の系図類から出たものであり、江戸時代前期の史料には存在しないことを明らかにした。永享4年（1432年）生まれだと、近年有力視された幕臣伊勢盛時の父盛定の活動時期とも伊勢貞親（盛時の母の兄弟）の甥という系譜関係も成り立たなくなる。さらに黒田は、北条氏照の旧臣で宝蔵寺（埼玉県朝霞市）の開基となった高橋家の過去帳に、宗瑞を伊勢盛定の子・新九郎盛時で享年64とする記述があることを確認した。現存のものは1950年代に書写されたものであるが、信頼性が高い高野山高室院「北条氏系図」と比較して同系図に記述のある部分については内容が一致していることから、黒田は信頼性が高いと判断している。
これは長年、宗瑞と思われた伊勢貞藤の生年と混同されてしまった結果であるとし、江戸時代前期成立の軍記物で「子の年」生まれと記載されていること、姉の北川殿の結婚時期と考え合わせて、24歳若い康正2年（1456年）生まれであろうとした。これだと、姉の北川殿の結婚の時期に11歳ごろ、駿河下向時点で32歳、享年は64となり、当時の人間の活動としては妥当な年齢であることから、この説を支持する研究者も出るようになった。
しかし、この説についてはいまだ検討中の段階で、これを採らず、享年88説を採る研究者もいる。
血縁が近い人物では、四男の北条幻庵が享年97（あるいは89）であったとされるが、こちらも黒田に軍記と当代史料との矛盾が指摘されている。

### 新説に対する一般の受容
作家などは身分が低く人生の辛酸を舐め、十分に老成した人間でなければ北条早雲（伊勢宗瑞）のような活躍はできまいと長年論じてきた。歴史学者桑田忠親の著作や小説家海音寺潮五郎の史伝などはその典型である。
1980年代に研究者の間で出自がほぼ定説化され、1990年代に生年についての新説が提示された以降の小説やメディア、自治体ではこれらの新説も採り扱われるようになった。とはいえ、2000年代以降でもその姿で中高年の再挑戦の見本のように報じるテレビ番組や作家もいる。
- 司馬遼太郎の『箱根の坂』（1984年）では、その時期の研究を反映して備中伊勢氏とし、政所執事伊勢貞親の屋敷に寄宿しながら京で足利義視に仕える設定である。しかし、傍流ゆえに一族の中では軽んじられていたとし、伊勢家当主の手によるとされる名品「作りの鞍」を実際に製作する職人的人物として描いている。年齢については当時の通説の享年88説で「大器晩成」としている。なお、北川殿は血の繋がらない義理の妹とされており、早雲の駿河下向は伊勢氏一族の意向と関わりなく北川殿を救援するために独断で行ったものとして描かれる。
- 2005年放送の『その時歴史が動いた：戦国をひらいた男〜北条早雲 56才からの挑戦〜』（NHK、ゲスト：小和田哲男静岡大学教授）では、早雲を幕府の高級官僚としているが、大器晩成を全面に打ち出す為、享年88説で描いている[109]。
- 21世紀に入って出版された南原幹雄の『謀将 北条早雲』（2002年）や伊東潤 『疾き雲のごとく〜早雲と戦国黎明の男たち〜』（2008年）、海道龍一朗『早雲立志伝』（2011年）、富樫倫太郎『北条早雲』（2013年）では、近年の研究を反映して名門伊勢氏出身の幕府高級官僚とし、また康正2年生まれ説を採り、北川殿は姉となっている。
- ゆうきまさみの漫画『新九郎、奔る!』（2018年 - ）は近年の研究を反映し、伊勢氏支流である備中伊勢氏出身で幕府申次衆伊勢盛定の次男である伊勢新九郎盛時として康正2年（1456年）生まれ享年64説を採る。出自・生育に関しては諸説を折衷する形で組み込んでおり、生母は父盛定の側室で尾張国国衆・横井掃部助の娘（『北条五代記』による）とする。盛時の出生・成長地は京都で、幼少年期に父盛定の被官で盛時の傅役である大道寺右馬助に預けられ、大道寺が代官を務める山城国宇治で育った。また今川家へ嫁ぐ姉（のちの北川殿）は父盛定の正室で伊勢氏宗家伊勢貞国の娘を母とする異母姉とし、足利義視に仕えていたのは盛時ではなく異母兄（姉と同母）の貞興とした上で、義視が西軍に離反しようとした際に義視に従う貞興は伊勢一族によって粛清されたこと、盛時の父との説もあった伊勢貞藤は義理の伯父であり盛時生母の再婚相手であること、父盛定の所領である備中荏原郷には盛時の元服後若年のころに下向し父に代わり在地の領主名代として活動したこと、後に御由緒六家と呼ばれる盛時の直臣の多くは父盛定の代からの譜代の家臣の子弟で早い時期から盛時に従っていたこと、などでそれまでの諸説が持つ要素を取り入れようとしている。
- 宮下英樹の漫画『センゴク』では主人公との関わりが深い小田原征伐を描くにあたり、若き幕臣として描かれている。
- 北条五代観光推進協議会（北条氏ゆかりの8市2町で構成）では、その出自を備中伊勢氏の幕臣として、生年については享年88説と享年64説を併記している[111]。
- 岩波書店の国語辞典『広辞苑』では、伊勢宗瑞に関する解説は、第六版まで「北条早雲」の項目で掲載されていたが、第七版では、解説が「伊勢盛時」の項目に移り、「北条早雲」の項目は、「伊勢盛時」への参照用の見出しとなった。だが、生年に関しては、第七版でも享年88説を採用している。

## 平盛時禁制
宗瑞の備中伊勢氏出身説を裏付ける史料とされる平盛時禁制は、「法泉寺文書 附 伊勢盛時禁制札 (ほうせんじもんじょ つけたり いせもりとききんぜいふだ)」として岡山県の県指定重要文化財となっている。法泉寺に所蔵されているが、非公開である。内容は次の通りで、法泉寺において「乱入して狼藉を働くこと」「山中で竹と木を切ること」「寺域で殺生を為すこと」の三点を禁じ、背いた者を罪に問うことを謳っている (小さい文字は後代にこの禁制が解かれた際に書き加えられたものである)。

## 関連作品
銅像
- 小田原駅、早雲の里荏原駅に伊勢宗瑞（北条早雲）の像が建てられている。

小説
- 尾崎士郎『伊勢新九郎』大日本雄弁会講談社、1954年
- 尾崎士郎『北条早雲』東方社、1955年
- 土橋治重 『北条早雲―物語と史蹟をたずねて』成美堂出版、1974年
- 早乙女貢『北条早雲』（1）-（5） 文藝春秋 、1976年/1980年（文庫）、ISBN B000J883W0 他　※TVドラマ『若き日の北條早雲』の原作。
- 司馬遼太郎 『箱根の坂』（上下） 講談社、1984年、ISBN 4062748010 ISBN 4062748037
- 大栗丹後『大盗 乱世を奔る―小説・北条早雲』春陽堂書店、1995年、ISBN 978-4394161202
- 中村晃『北条早雲―理想郷を夢見た風雲児』PHP研究所、1996年、ISBN  978-4569569444
- 浜野卓也『義の旗風―小説 北条早雲』東洋経済新報社、2001年、ISBN 4492061274
- 高野澄『北条早雲』学習研究社、2002年、978-4059002116
- 南原幹雄『謀将 北条早雲』（上下） 角川書店、2002年、ISBN 4041633443　ISBN 4041633451
- 伊東潤 『疾き雲のごとく〜早雲と戦国黎明の男たち〜』宮帯出版社、2008年、ISBN 978-4900833531　『黎明に起つ』 NHK出版、2013年
- 火坂雅志・伊東潤『北条五代』 朝日新聞出版、2020年
- 海道龍一朗『早雲立志伝』角川書店、2011年、ISBN 4048741578　ISBN 978-4048741576
- 富樫倫太郎『北条早雲』月刊誌『中央公論』連載、2012年6月号 -  ※風魔小太郎を主人公とした『早雲の軍配者』（中央公論新社、2010年）の前日譚。

テレビドラマ
- 『若き日の北條早雲』（1980年、テレビ朝日）伊勢新九郎：北大路欣也
- 『戦国乱世の暴れん坊 齋藤道三 怒涛の天下取り』（1991年、テレビ朝日）北条早雲：藤田まこと
- 『塚原卜伝』（2011年、NHK BS時代劇）伊勢宗瑞：中尾彬

漫画
- 永井豪、ダイナミック・プロ『北条早雲』 リイド社、2005年、ISBN 978-4845829019
- 中島健志『コミック版日本の歴史 戦国人物伝 北条早雲』 ポプラ社、2015年、原作：静霞薫
- ゆうきまさみ『新九郎、奔る!』 小学館『月刊!スピリッツ』→ 『ビッグコミックスピリッツ』、 2018年より連載。
- そにしけんじ『ねこねこ日本史』 実業之日本社

テレビアニメ
- 『ねこねこ日本史』北条早雲：小林ゆう

ゲーム
- 『戦国大戦 -1477 破府、六十六州の欠片へ-』（2014年、セガ） 伊勢新九郎：三浦祥朗、北条早雲：杉田智和